# Неспокоен дом
„Неспокоен дом“ е български игрален филм от 1965 година на режисьора Яким Якимов, по сценарий на Павел Вежинов. Оператор е Емил Вагенщайн.
Създаден е по разказите „Мъжът, който приличаше на зорница“ и „Испанска холера“ на Павел Вежинов. Музиката във филма е композирана от Кирил Цибулка.

## Актьорски състав
| Роля                                                                    | Изпълнител                                           |
| ----------------------------------------------------------------------- | ---------------------------------------------------- |
| Евтим Манасиев                                                          | Иван Кондов                                          |
| Донка Манасиева                                                         | Емилия Радева                                        |
| Бистра Манасиева                                                        | Елена Райнова                                        |
| Борис                                                                   | Милен Пенев                                          |
| Михайлова                                                               | Ани Бакалова                                         |
| Вили Манасиев                                                           | Валентин Вълков                                      |
| следовател                                                              | Васил Попилиев                                       |
| учителка                                                                | Благовеста Кабаиванова                               |
| управител на почивна станция                                            | Найчо Петров                                         |
| Евгени                                                                  | Тодор Гергинов                                       |
| Вас                                                                     | Стефан Петров                                        |
| Николай                                                                 | Георги Павлов                                        |
| певица в/от бара                                                        | Лили Иванова                                         |
|                                                                         | Красимира Казанджиева                                |
|                                                                         | Веселин Василев                                      |
|                                                                         | Весела Благоева                                      |
|                                                                         | Иван Запрянов                                        |
| мъж с новородено                                                        | Живко Гарванов                                       |
| полковник от МВР                                                        | Георги Черкелов                                      |
| приятел на Борис                                                        | Никола Анастасов (не е посочен в надписите на филма) |
| продавачка на хартиени фишове от български държавен спортен тотализатор | Мария Ганчева (не е посочена в надписите на филма)   |